# Lãnh sự
Lãnh sự là viên chức ngoại giao của một nước đặt ở một thành phố của một nước khác để trông nom bảo vệ quyền lợi của kiều dân nước mình ở đấy.
Các nước có quan hệ ngoại giao với nhau thường đặt Đại sứ quán tại thủ đô, còn Tổng lãnh sự quán thường đặt ở các nơi có nhiều kiều dân sinh sống hoặc có lợi ích kinh tế của nước đó.
Ở Việt Nam các nước thường đặt đại sứ quán ở Hà Nội và tổng lãnh sự quán tại Thành phố Hồ Chí Minh, một số nước có lãnh sự quán ở Đà Nẵng.